# Psychotria calocarpa
Psychotria calocarpa är en måreväxtart som beskrevs av Wilhelm Sulpiz Kurz. Psychotria calocarpa ingår i släktet Psychotria och familjen måreväxter. Inga underarter finns listade i Catalogue of Life.